# Паньань
Паньа́нь (кит. упр. 磐安, пиньинь Pán'ān) — уезд городского округа Цзиньхуа провинции Чжэцзян (КНР).

## История
Уезд был образован в 1939 году.
После образования КНР в 1949 году был образован Специальный район Цзиньхуа (金华专区), и уезд вошёл в его состав. В 1958 году уезд Паньань был присоединён к уезду Дунъян.
В 1973 году Специальный район Цзиньхуа был переименован в Округ Цзиньхуа (金华地区).
В ноябре 1983 года уезд Паньань был вновь выделен из уезда Дунъян.
В мае 1985 года постановлением Госсовета КНР округ Цзиньхуа был разделён на городские округа Цзиньхуа и Цюйчжоу; уезд вошёл в состав городского округа Цзиньхуа.

## Административное деление
Уезд делится на 9 посёлков и 10 волостей.